# Họ Nhựa ruồi
Họ Nhựa ruồi hay họ Bùi (danh pháp khoa học: Aquifoliaceae, đồng nghĩa: Ilicaceae) là một họ nhỏ trong thực vật có hoa với chỉ một chi, Ilex, bao gồm các loài nhựa ruồi hay còn gọi là bùi. Chi này là một chi lớn với khoảng 400-600 loài, phân bố gần như rộng khắp trên thế giới, chỉ vắng mặt tại khu vực Australasia và miền tây Bắc Mỹ. Chúng là các cây bụi hay cây gỗ nhỏ, bao gồm cả cây thường xanh và cây lá sớm rụng. Nhiều loài có thể dùng làm cây cảnh.
Họ này có thể được nhận ra bằng các lá thường có răng cưa, mọc vòng và có thể có các bướu cây li e nhỏ trên mặt sau của phiến lá; các lá kèm nhỏ màu hơi đen. Cụm hoa dạng xim và thường là dạng dưới tán. Quả thường có dạng hình chai, khô, có chỏm là núm nhụy màu đen, không cuống, rộng bản; bên trong chứa một vài hạch.

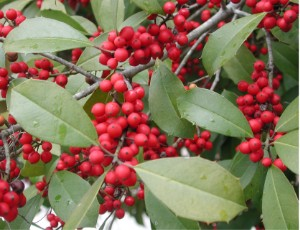
Lá và quả mọng của nhựa ruồi Mỹ (Ilex opaca).

Một chi khác, Nemopanthus, trước đây được công nhận trong họ này, chỉ chứa một loài là Nemopanthus mucronatus, được tách ra khỏi chi Ilex trên cơ sở là hoa của nó có đài hoa suy giảm và các cánh hoa hẹp, cũng như trên cơ sở của tế bào học, do nó là tứ bội, trong khi các loài trong chi Ilex là lưỡng bội. Tuy nhiên, theo kết quả từ các phân tích phân tử, hiện nay nó được nhập lại vào chi Ilex, với tên gọi Ilex mucronata ,  Lưu trữ ngày 5 tháng 6 năm 2011 tại Wayback Machine. 

## Phát sinh chủng loài
Biểu đồ phát sinh chủng loài của họ Nhựa ruồi trong bộ Nhựa ruồi như sau:

|  | Cardiopteridaceae: Họ Ti dực |
|  |                              |
|  | Stemonuraceae: Họ Vĩ hùng    |
|  |                              |

|  | Phyllonomaceae                                                                                    |
|  |                                                                                                   |
|  | \| \| Helwingiaceae: Họ Thanh giáp diệp \| \| \| \| \| \| Aquifoliaceae: Họ Nhựa ruồi \| \| \| \| |
|  |                                                                                                   |
|  | Helwingiaceae: Họ Thanh giáp diệp                                                                 |
|  |                                                                                                   |
|  | Aquifoliaceae: Họ Nhựa ruồi                                                                       |
|  |                                                                                                   |

|  | Helwingiaceae: Họ Thanh giáp diệp |
|  |                                   |
|  | Aquifoliaceae: Họ Nhựa ruồi       |
|  |                                   |

|  | Cardiopteridaceae: Họ Ti dực |
|  |                              |
|  | Stemonuraceae: Họ Vĩ hùng    |
|  |                              |

|  | Phyllonomaceae                                                                                    |
|  |                                                                                                   |
|  | \| \| Helwingiaceae: Họ Thanh giáp diệp \| \| \| \| \| \| Aquifoliaceae: Họ Nhựa ruồi \| \| \| \| |
|  |                                                                                                   |
|  | Helwingiaceae: Họ Thanh giáp diệp                                                                 |
|  |                                                                                                   |
|  | Aquifoliaceae: Họ Nhựa ruồi                                                                       |
|  |                                                                                                   |

|  | Helwingiaceae: Họ Thanh giáp diệp |
|  |                                   |
|  | Aquifoliaceae: Họ Nhựa ruồi       |
|  |                                   |